# Andri Guðjohnsen
Andri Lucas Guðjohnsen (Londen, 29 januari 2002) is een IJslands voetballer die bij voorkeur als aanvaller speelt. Hij tekende in 2024 voor Lyngby BK. In 2021 debuteerde Guðjohnsen voor IJsland.

## Clubcarrière
Guðjohnsen speelde in de jeugd bij FC Barcelona, CF Gavà,  RCD Espanyol en Real Madrid. Hij scoorde viermaal voor Real Madrid B in het seizoen 2021/22. In 2022 trok hij naar het Zweedse IFK Norrköping. In augustus 2023 werd de spits verhuurd aan het Deense Lyngby BK. In april 2024 tekende Guðjohnsen een driejarig contract bij Lyngby BK. 

In juni 2024 tranfereerde hij naar KAA Gent (België). (https://www.kaagent.be/nl/nieuws/07-06-2024/andri-gudjohnsen-is-een-buffalo)  

## Interlandcarrière
Op 2 september 2021 debuteerde Guðjohnsen voor IJsland in een WK-kwalificatiewedstrijd tegen Roemenië.

## Familie
Andri Guðjohnsen is de zoon van Eiður Guðjohnsen en kleinzoon van Arnór Guðjohnsen. Zijn oudere broer Sveinn Aron Guðjohnsen is ook profvoetballer en de twee kwamen reeds samen uit voor de IJslandse nationale ploeg.